# Бартенев, Андрей Дмитриевич
Андре́й Дмитриевич Барте́нев (род. 9 октября 1965, Норильск, Красноярский край) — российский художник и скульптор, дизайнер, модельер, телеведущий. Экспериментатор и создатель провокационных, интерактивных инсталляций и перформансов. Куратор выставок. Член Московского союза художников с 1996 года.

## Биография
Родился 9 октября 1965 года в Норильске Красноярского края. В детстве мечтал учиться играть на пианино, но Бартеневы жили очень скромно и подобной роскоши позволить себе не могли. Когда Андрею исполнилось 16 лет, он покинул родной город и поступил учиться в Красноярский государственный институт искусств. Там он получил профессию театрального режиссёра. Его художественная карьера началась в Москве в конце восьмидесятых.

## Творчество
Первого успеха Андрей Бартенев добился в 1992 году, благодаря своему перформансу «Ботанический балет». Эта работа получила Гран-При на рижском фестивале. В 1996 году стал членом Союза художников города Москвы.
Бартенев создает абсурдные, капризные, пикантные, провокационные, карнавальные фантазии. Они вдохновляются мифологией искусства, мечтами ученых, с помощью порно-аниме. Художник в своих диких костюмах и гриме сам по себе является арт-объектом. Таким образом, Бартенев продолжает и развивает идеи русского футуризма.
Бартенев известен и как создатель костюмов для театральных спектаклей. Ему принадлежат костюмы для постановки «Синей птицы» Мориса Метерлинка в Нью-Йорке, спектаклям Елизаветы Бам в Москве и сэра Питера Максвелл Дэвиса в Гамбурге. Автор театрализованных представлений для Watermill Center Роберта Уилсона в США.

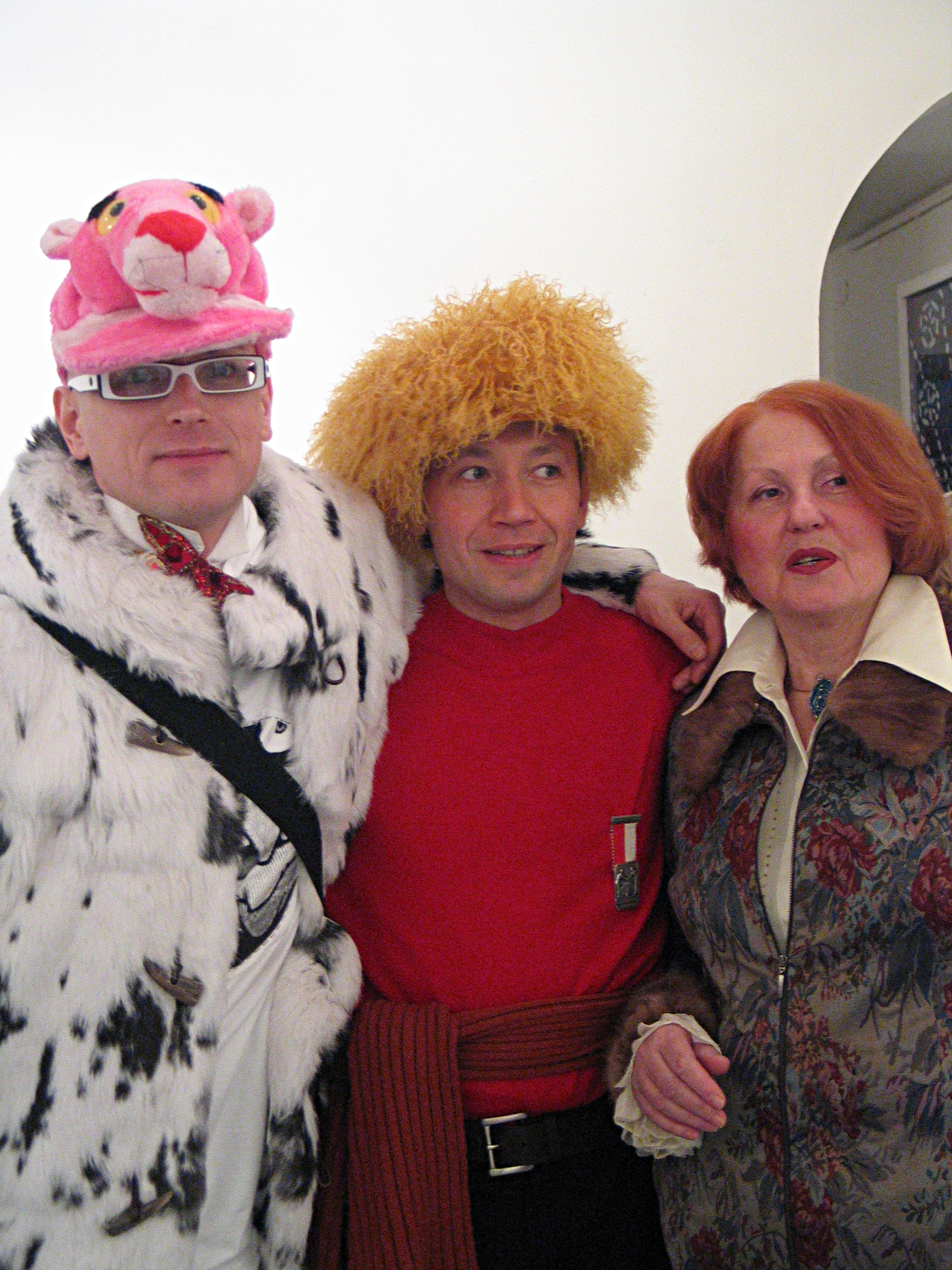
Бартенев (слева) с фотохудожником Сержем Головачом и галеристом Ириной Филатовой (2005)

В 2008 году работы Бартенева были представлены в американском художественном музее Visionary в Балтиморе и Национальном клубе искусств в Gramercy Park в Нью-Йорке.
В 2009 году он организовал и курировал 3-й Международный фестиваль иллюстрации (Москва), провёл семинары в Международной летней академии в Domaine де Boisbuchet, Центре Жоржа Помпиду, в международном Центре де Recherche и пр.
В 2012 году Бартенев сделал дизайн для выставки сокровищ в Королевской библиотеке  Дании.
Автор книг и статей по искусству.
В 2016 Бартенев стал куратором галереи «Здесь на Таганке».
В 2017 году стал временным ведущим телешоу «Модный приговор»